# Spinnerette
Spinnerette är ett amerikanskt musikprojekt, bildat i Los Angeles 2007 av Brody Dalle efter att hon lämnat sitt tidigare punkband The Distillers.
The Distillers gitarrist Tony Bevilacqua valde också att gå över till Dalles projekt, tillsammans med basisten Alain Johannes (från Queens of the Stone Age och Eleven) och trummisen Jack Irons (från Red Hot Chili Peppers, Pearl Jam och Eleven). Spinnerette består dock av en annan banduppsättning när de uppträder live. 
| ”                                      | Spinnerette är inte ett band, det är jag och de musiker jag väljer att arbeta med för tillfället. | „ |
| – Brody Dalle i en intervju från 2008. |                                                                                                   |   |

Trots Dalles åttaåriga karriär i punkrockbandet The Distillers, är Spinnerettes musik på många håll mer elektronisk och experimentell. Indierock-influenser från bland andra Sonic Youth kan höras i flera av deras låtar.
Deras självbetitlade debutalbum Spinnerette gavs ut i juni 2009 på Anthem Records tillsammans med singeln Ghetto Love. Gruppen är aktuella med de nya singlarna Sex Bomb, All Babes Are Wolves och Baptized by Fire.

## Medlemmar
Nuvarande medlemmar
- Brody Dalle – sång, gitarr (2007-2010)
- Tony Bevilacqua – gitarr (2007-2010)
- Alain Johannes – bas, gitarr (2007-2010)
- Jack Irons – trummor (2007-2010)

Turnerande medlemmar
- Vincent Hidalgo – bas (2009)
- Bryan Tulao – gitarr (2009-2010)
- Dave Hidalgo Jr. – trummor (2009-2010)
- Zach Dawes – bas (2010)

## Diskografi
Studioalbum
- Spinnerette (2009)

EP-skivor
- Ghetto Love EP (2008)

Singlar
- Sex Bomb (2009)
- All Babes Are Wolves (2009)
- Baptized by Fire (2009)
- Ghetto Love (2008)